# Open Geosciences
Open Geosciences, wcześniej Central European Journal of Geosciences – czasopismo naukowe publikowane w otwartym dostępie w systemie ciągłym w języku angielskim, wyłącznie w formie elektronicznej. Tematyka czasopisma jest szeroka i obejmuje wszystkie dziedziny Nauk o Ziemi takie jak geologia, geofizyka, geografia, geomikrobiologia, oceanografia, hydrologia, glacjologia, nauki o atmosferze, paleoekologia, speleologia, wulkanologia, geoinformatyka, geoturystyka, i geostatystyka. Czasopismo publikuje artykuły naukowe i przeglądowe, komunikaty, recenzje książek.
Według Journal Citation Reports w 2016 roku wskaźnik cytowań czasopisma wyniósł 0,475.